# Wilma Azevedo

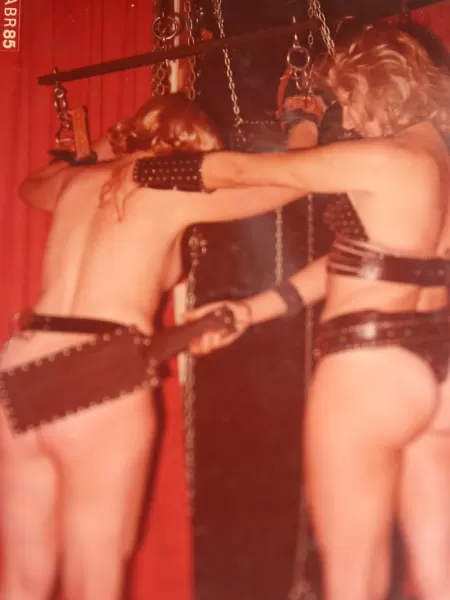
Sessão de fotos de Wilma e sua submissa Karina em 1986. Karina não era uma parceira sexual de Wilma, as fotos foram tiradas para a sua coluna.

Edivina Azevedo (São José dos Campos, 1940), mais conhecida como Wilma Azevedo, foi uma jornalista conhecida por escrever colunas picantes para as revistas Ele & Ela e Clube dos Homens. Ela também publicou seus contos eróticos em 1986 A Vênus de Cetim: O sadomasoquismo no Brasil, considerado o primeiro livro sobre BDSM do Brasil.

## Vida pessoal
Casou-se com um homem dez anos mais velho em 1958 e teve dois filhos. Seu marido era acamado por causa de um AVC e eventualmente morreu. Uma de suas filhas morreu por causa de um câncer de coração. Ela tinha problemas no casamento, e seu marido a traiu com a empregada, uma criança de 12 anos.
Foi irmã de Sebastião Teodoro Azevedo, ex-vereador de São José dos Campos.

## História
Edivina começou a escrever seus contos para jornais de São José dos Campos nos anos 60, por causa da condição debilitada de seu marido. Foi nesta époa que adotou o pseudônimo de Wilma.
Nos anos 70, mudou-se para o Rio de Janeiro, onde escrevia textos para a revista Amiga. Nessa época, conheceu o sadomasoquismo enquanto trabalhava como secretária para um clube e um cliente, que ela futuramente chamaria de Cosam Atsidas, perguntou se ele poderia realizar a prática no estabelecimento. O clube foi fechado pela polícia, mas ela manteve contato com o homem e aceitou ter relações com ele como dominadora para ter material para sua coluna. Em 1983, passou a escrever para a revista pornográfia Ele & Ela. O sucesso de suas publicações fez com que surgisse a primeira revista voltada para os praticantes de BDSM. A publicação dos contos eróticos fez que surgisse uma rede de BDSM em sua volta.
Entre os anos 1980 e 2000, Azevedo foi conhecida como rainha do sadomasoquismo no Brasil e chegou a ter 30 submissos, incluindo o cartunista Henfil, da revista Pasquim. Ela deixou de praticar nos anos 2010 por se converter para a Igreja Universal do Reino de Deus, mas eventualmente saiu da igreja.

## Obra
Wilma é a precurssora do chamado sadomasoquismo erótico, e publicou muitas das suas histórias em formatos de livros. Apesar do teor autobiográfico de suas histórias, a maior parte delas eram ficção. Ela também publicava histórias enviadas por seus leitores. Diferente de Glauco Mattoso, ela não era reconhecida fora da cena de BDSM. Em 1986, publicou seu primeiro livro, A Vênus de Setim, que, de acordo com a autora, é similar em temática com o livro 50 Tons de Cinza. Entre seus livros, estão A Verdadeira História de Wilma Azevedo, Tormentos Deliciosos e Sadomasoquismo Sem Medo. O e-book revisado da Vênus de Setim foi republicada novamente em 2023 por iniciativa da jornalista Fernanda Bonfim.
Ela foi retratada no documentário Vil, Má, de Gustavo Vinagre.